# Große Langohrfledermaus

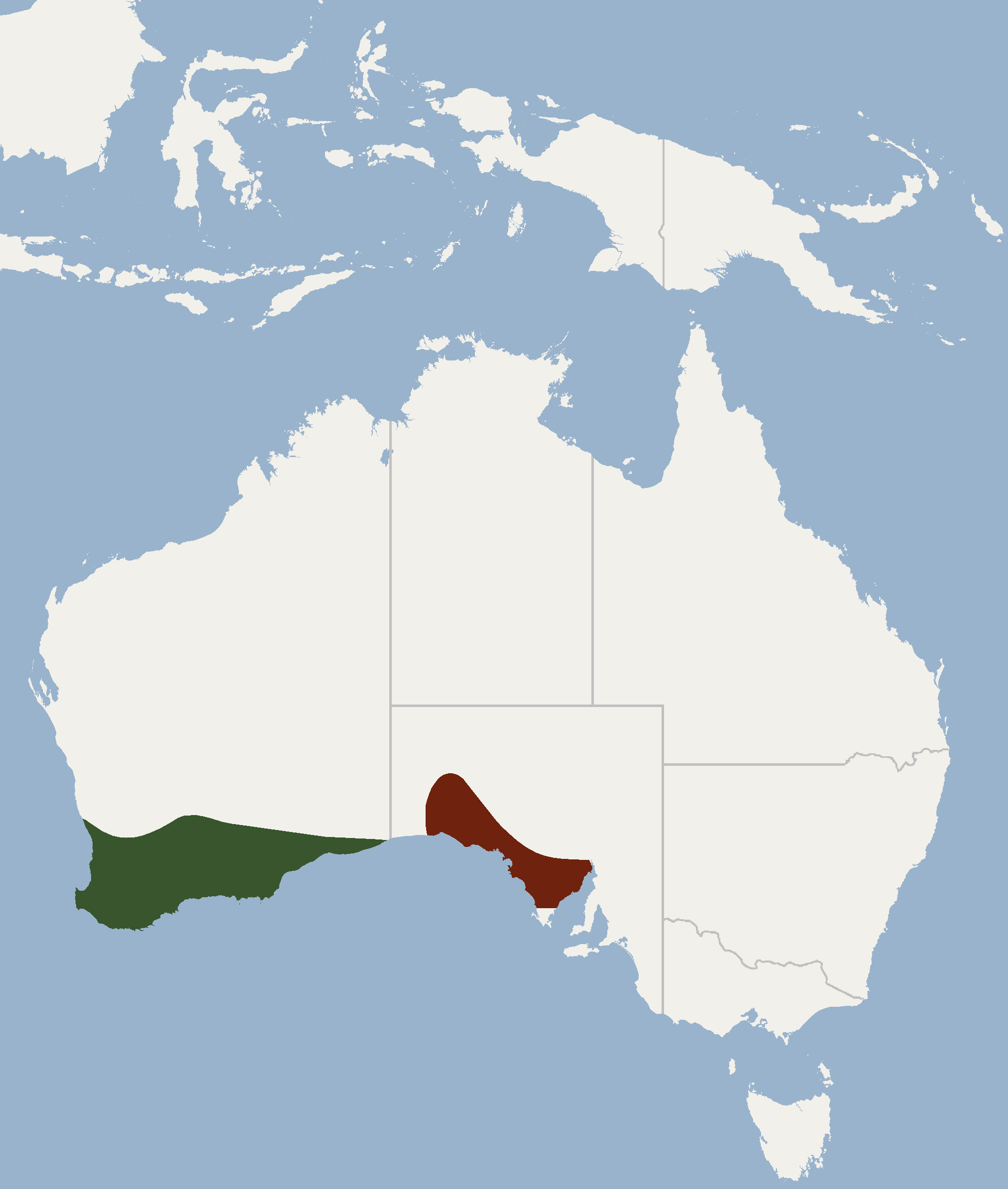
Skizze des Verbreitungsgebiets mit farblicher Unterscheidung zweier möglicher Unterarten

Die Große Langohrfledermaus (Nyctophilus major) ist ein im südwestlichen Australien verbreitetes Fledertier in der Gattungsgruppe der Australischen Langohrfledermäuse. Die Population galt längere Zeit als Unterart einer als Nyctophilus timoriensis beschriebenen Fledermaus. Da für dieses Taxon nur eine unvollständige Beschreibung und eine umstrittene Angabe des Fundortes (Timor) vorhanden war, wurde es in vier Arten aufgeteilt.

## Merkmale
Mit einer Kopf-Rumpf-Länge von 51 bis 65 mm, einer Schwanzlänge von 40 bis 52 mm und einem Gewicht von 11 bis 17,5 g ist die Art der größte Gattungsvertreter. Es kommen 37,5 bis 48 mm lange Unterarme und Ohren von 21,5 bis 28,5 mm Länge vor. Weibchen sind allgemein am größten. Trotz Zugehörigkeit zu den Glattnasen ähneln zwei Hautfalten ober- und unterhalb der Nasenöffnungen einem Nasenblatt. Wie der Name andeutet, sind die Ohren auffällig groß. Die Oberseite ist mit graubraunem Fell bedeckt und unterseits ist hellgraues Fell vorhanden. Die Große Langohrfledermaus hat schwarzbraune Ohren, Flughäute und nackte Stellen im Gesicht. Typisch sind an den Spitzen abgerundete Ohren mit mehreren Querwülsten im Zentrum. Eine weitere behaarte Wulst verbindet die Ohren auf der Stirn. Wie bei allen Mitgliedern der Gattung Nyctophilus lautet die Zahnformel I 1/3, C 1/1, P 1/2, M 3/3, was 30 Zähne im Gebiss ergibt. Abgesehen von der Größe unterscheidet sich die Art in abweichenden Details des Schädels und des Penisknochens von anderen Gattungsvertretern.

## Verbreitung
Die Fledermaus hat zwei größere Populationen im Süden der australischen Bundesstaaten Western Australia und South Australia sowie kleinere Populationen etwas weiter nördlich. Sie lebt im Flach- und Hügelland bis 450 Meter Höhe. Die Große Langohrfledermaus hält sich in Wäldern mit Sträuchern als Unterwuchs auf, die aus Eukalyptusbäumen, Melaleuca raphiophylla (Myrtenheiden), Marribäumen, Allocasuarina heugeliana (Kasuarinengewächse) und Acacia accuminata (Akazien) bestehen.

## Lebensweise
Die Große Langohrfledermaus bevorzugt Regionen mit Granitblöcken oder mit alten Dämmen aus Feldsteinen. Sie ruht am Tage in Baumhöhlen, unter loser Rinde oder im Blattwerk von Sträuchern. Im westlichen Teil des Verbreitungsgebietes wurden Exemplare oft allein im Versteck registriert, das mit wenigen Tagen Abstand gewechselt wurde. Zwei Ruheplätze liegen maximal 1200 Meter voneinander entfernt. Bei ungünstigen Bedingungen nimmt die Art einen torpiden Zustand ein. Die Exemplare fliegen meist dicht über Sträuchern und sammeln Insekten sowie Spinnentiere von Blättern oder vom Grund. Zusätzlich wurden Insekten gefangen, die dicht am Ruheplatz vorbeiflogen. Da Weibchen größer sind, fangen sie in trockenen Landschaften andere Insekten als Männchen. Zur Auffindung der Beute wird eine Form der Echoortung vermutet. Die Rufe ähneln mit einer höchsten Intensität bei 42 bis 47 kHz den Lauten anderer Australischer Langohrfledermäuse. Die gewöhnliche Fluggeschwindigkeit liegt bei 6 bis 9 km/h.
Weibchen können sich im Frühjahr und Sommer fortpflanzen. Sie hatten im Februar (Südsommer) aktive Zitzen. Die Paarung erfolgt ein Jahr zuvor und der männliche Samen wird bis August oder September im weiblichen Geschlechtstrakt aufbewahrt. Die Trächtigkeit dauert bis Oktober, November oder Dezember und ein Wurf enthält meist zwei Neugeborene.

## Gefährdung
Der Verlust ursprünglicher Wälder durch Brände oder Umwandlung in Ackerflächen und Weideland stellt die größte Bedrohung dar. Laut Schätzungen nahm die Gesamtpopulation in den 17 Jahren vor 2013 mit 10 Prozent ab. Dieser Wert erlaubt laut IUCN noch keinen Status höher als nicht gefährdet (least concern).